# ويلكس لاند

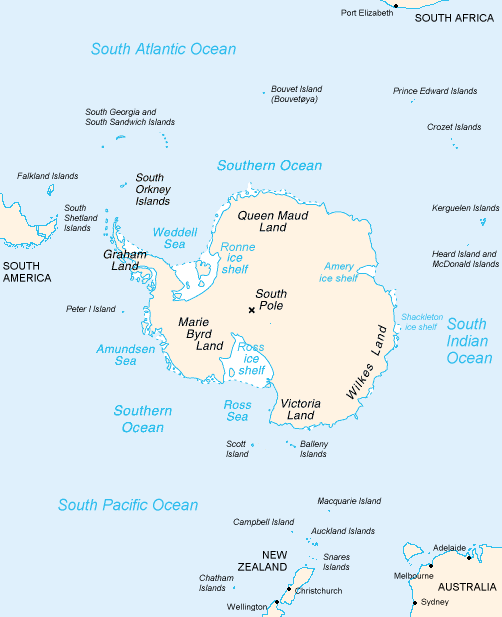
خريطة أنتاركتيكا، وتبدو فيها ويلكس لاند (Wilkes Land) إلى اليمين قليلاً

ويلكس لاند عبارة عن قطاع كبير في أرض موجودة في شرق أنتاركتيكا (Antarctica)، والتي ادعت أستراليا سابقًا أنها جزء من المقاطعة الأسترالية بالقارة القطبية الجنوبية، بالرغم من أن صحة هذا الادعاء كانت مذكورة في فترة تفعيل معاهدة أنتاركتيكا، حيث وقعت أستراليا عليها. وهي تقع في مواجهة جنوب المحيط الهندي بين ساحل كوين ماري وأديلي لاند (Adélie Land)، وتمتد من لسان هوردرن (Cape Hordern) عند 100 درجة 31' شرقًا إلى نقطة بوركوا با (Pourquoi Pas Point)، عند 136 درجة 11' شرقًا. وتمتد المنطقة كقطاع نحو 2600 كم باتجاه القطب الجنوبي، في أرض تُقدَّر مساحتها بـ 2,600,000 كيلو متر مربع، أغلبه متجمد. وهي مقسمة أيضًا إلى المناطق الساحلية التالية والتي يمكن أيضًا اعتبارها قطاعات تمتد إلى القطب الجنوبي:
1. نوكس لاند: 100°31' E to 109°16' E
2. بود لاند: 109°16' E to 115°33' E
3. سابرينا لاند: 115°33' E to 122°05' E
4. بنزرت لاند: 122°05' E to 130°10' E
5. كلاري لاند: (ساحل ويلكس) 130°10' E to 136°11' E

وبمعنى أكبر، تمتد ويلكس لاند إلى الشرق أكثر حتى نقطة ألدن (Point Alden) عند 142 درجة 02' شرقًا؛ وتشمل أديلي لاند، والتي تدعي فرنسا حيازتها.

## الاسم
سُميت ويلكس لاند على اسم تشارلز ويلكس(Charles Wilkes) (لواء بحري فيما بعد)، وهو مستكشف أمريكي قاد بعثة الولايات المتحدة الأمريكية الاستكشافية. وقد سميت بهذا الاسم تقديرًا لاكتشاف ويلكس لالحافة القارية على بُعد مسافة 2,400 كيلو متر(1,500أميال) عن الساحل، مما يوفر دليلاً أساسيًا على أن أنتاركتيكا هي قارة. ولا يشمل التعريف المساحة الشرقية 142 درجة 02' شرقًا لجورج في لاند )George V Land)، التي رصدها ويلكس، ولكن أظهرت البعثات التالية أنها أبعد من ناحية الجنوب أكثر من المواقع التي رصدها ويلكس.

## الجيولوجيا
في عام 2006، قام فريق من الباحثين بقيادة رالف فون فريزي (Ralph von Frese) ولارامي بوتس (Laramie Potts) باستخدام قياسات الجاذبية التي وضعها GRACE التابع للإدارة الوطنية للملاحة الفضائية والفضاء (NASA) من أجل اكتشاف فوهة ويلكس لاند التي يبلغ عرضها 300 ميل، والتي تكونت منذ 250 مليون سنة.

## ويلكس لاند في الثقافة الشعبية
- لقد ظهرت ويلكس لاند بوضوح في فيلم عام 1998 وهو The X-Files. ويتحدث الفيلم عن رحلات فوكس مالدر (Fox Mulder) إلى أنتاركتيكا لكي ينقذ شريكته دانا سكالي (Dana Scully)، التي تم احتجازها هناك رغمًا عنها. وفي تلك الأثناء، يقوم باكتشاف معمل تحت السطح يديره الرجل المدخن (Cigarette-Smoking Man).